# Cuvée du Flo
Cuvée du Flo is een Belgisch bier van hoge gisting.
Het bier wordt gebrouwen in Brasserie artisanale du Flo te Blehen (Hannuit).

## Varianten
- Ambrée, lichtbruin bier met een alcoholpercentage van 8,5%
- Blonde, blond bier met een alcoholpercentage van 8%
- Brune, donkerbruin bier met een alcoholpercentage van 9%
- Fruit, blond fruitbier met een alcoholpercentage van 6,5%
- Miel, amberkleurig honingbier met een alcoholpercentage van 8,5%